# Ermeton-sur-Biert
Ermeton-sur-Biert (wa. Ermeton-so-Bier) – dzielnica (section) gminy Mettet w Belgii, w Regionie Walońskim, w prowincji Namur, w okręgu Namur. 1 stycznia 2020 roku liczyła 654 mieszkańców. Do 31 grudnia 1976 r. samodzielna gmina. 

## Demografia
Liczba mieszkańców, stan na 1 stycznia:
| Rok                | 1930 | 1947 | 1961 | 2020 |
| ------------------ | ---- | ---- | ---- | ---- |
| Liczba mieszkańców | 646  | 678  | 654  | 654  |